# Dear Lemon Lima - Il diario di Vanessa
Dear Lemon Lima - Il diario di Vanessa (Dear Lemon Lima) è un film del 2009 scritto e diretto da Suzi Yoonessi e con Savanah Wiltfong, Meaghan Jette Martin e Vanessa Marano. È uscito nelle sale solo il 4 marzo 2011.

## Trama
Vanessa Lemor, una solitaria ragazza di 13 anni che vive nello Yup'ik (Alaska),viene lasciata dal suo fidanzato, l'intellettuale Philip Georgey di 14 anni. Vanessa passa l'Estate a Fairbanks, Alaska, dove lavora come gelataia ed è ossessionata dalla sua tragedia amorosa. Dopo numerosi fallimenti di cancellare i ricordi, va alla Nicholas Academy la scuola di Philip.
Premiata con una borsa di studio, la nuova vita di Vanessa è un incubo, dato che Philip comincia una relazione con la ragazza più popolare della scuola, Megan Kennedy.

## Distribuzione
Dear Lemon Lima ha debuttato il 20 giugno 2009 presso il Los Angeles Film Festival ed è uscito nelle sale il 4 marzo 2011.
Dear Lemon Lima è stato distribuito da Phase 4 Films e da HBO / Cinemax in Europa orientale. In Italia è stato presentato in concorso per la categoria Alice nella città,al Festival internazionale del film di Roma 2009,mentre è uscito al cinema il 1º luglio 2011.

## Riconoscimenti
- 2009 - Anchorage International Film Festival
  - Candidatura al premio per il miglior talento emergente a Savanah Wiltfong
- 2009 - Ft. Lauderdale International Film Festival
  - Candidatura al premio per il miglior regia per un film indipendente a Suzi Yoonessi
- 2009 - Los Angeles Film Festival
  - Miglior Performance a Meaghan Jette Martin
  - Candidatura al premio per la miglior Performance a Shayne Topp
- 2010 - Woodstock Film Festival
  - Premio del pubblico